# Crediton
Crediton est une ville du Devon, en Angleterre. Elle est située à une dizaine de kilomètres au nord-ouest d'Exeter, sur la route reliant Exeter à Barnstaple. Administrativement, elle relève du district du Mid Devon. Au recensement de 2011, elle comptait 7 835 habitants.

## Étymologie
Le nom Crediton fait référence à la situation de la ville sur la Creedy (en), un affluent de l'Exe. Il est attesté sous la forme Cridiantune en 930, puis Chritetona dans le Domesday Book.

## Histoire
Une tradition remontant au XIVe siècle affirme que le missionnaire anglo-saxon Boniface de Mayence est né à Crediton vers 672.
Vers 910, Crediton devient le siège d'un évêché issu de la division du diocèse de Sherborne. Dix évêques de Crediton se succèdent jusqu'en 1050, date à laquelle l'évêque Leofric s'installe à Exeter, ville plus grande et prospère que Crediton.

## Éducation
- Queen Elizabeth's Community College une école secondaire.

## Jumelages
- Avranches (France) depuis le 17 avril 1993

## Personnalités liées
- Saint Boniface de Mayence (675-754), moine missionnaire, l'« apôtre des Germains », y est né ;
- Sam Gallagher (1995-), footballeur anglais aux Blackburn Rovers, y est né ;
- Roger Knapman (1944-), homme politique, y est né ;
- William Saunders (1836-1914), agronome, entomologiste et pharmacien canadien, y est né ;
- John Symes (1879-1942), joueur britannique de cricket, y est né ;
- Harold Bridgwood Walker (1862-1934), général britannique, y est mort.